# Норильськ
Норільськ (Нори́льськ, рос. Норильск) — місто на півночі Красноярського краю, на півдні Таймирського півострова, за 90 км на схід від р. Єнісей.
Знаходиться за Полярним колом, територіально розташоване в Таймирському районі Красноярського краю, адміністративно — місто крайового підпорядкування. Місто утворилося 1953 року, а до цього тут було селище. У 2004 році два міста-супутники (Талнах і Кайєркан), а також селище Снєжногорськ, приєднані до міста Норильська, а Об'єднане муніципальне утворення «місто Норильськ» наділене статусом міського округу. Населення Норильська в його колишніх межах (до 2004 року) становить 140,8 тис. осіб, чисельність населення Об'єднаного муніципального утворення — 230,1 тис. осіб (м. Талнах — 62,9 тис. осіб, м. Кайєркан — 25,1 тис. осіб, сел. Снєжногорськ — 1,3 тис. осіб). До складу Норильська входить житлове утворення Оганер, чисельність населення якого близько 10 тис. осіб. Голова муніципального утворення «місто Норильськ» — Дмитро Карасьов.
Міста Норильськ і Дудінка не мають статусу закритих міст, але їх відвідування іноземними громадянами (окрім громадян Білорусі) з 25 листопада 2001 року можливе тільки з дозволу влади, до цього протягом 10 років (з 1991 року) в'їзд для іноземців був вільним.

## Корисні копалини
Про наявність у районі сучасного Норильська корисних копалини людям відомо ще з бронзової доби: поблизу оз. Пясино виявлена стоянка людей бронзової доби, де знайдено примітивне устаткування для плавки і литва і сировину (кульки природної міді). У XVI—XVII століттях мідь норильських родовищ використовували жителі м. Мангазеї. Мангазея — місто за Полярним колом на річці Таз, статус міста це заполярне селище отримало у 1603 році. Мангазея була торговим і ремісничим центром, при розкопках Мангазєї в 1972–1975 роках професором М. І. Бєловим був виявлений великий ливарний двір. У залишках мідних виробів, знайдених в Мангазеї, були присутні платиноїди, що говорить про те, що руда для плавки привозилася з норильських родовищ. Занепад Мангазеї в другій половині XVII століття пов'язаний з розпорядженням уряду царя Олексія Михайловича про заборону ходити в Мангазею морським шляхом. Цей захід уряду був викликаний побоюваннями за цілісність сибірських кордонів, оскільки Північний морський шлях привертав держави Західної Європи (Англія, Голландія) як можливий шлях в Індію.
Морський шлях в Мангазею був закритий, на Ямальському волоці був поставлений стрілецький кордон. Наприкінці XIX століття купець Сотников зробив спробу виплавити мідь з норильської руди, зміг виплавити близько трьох тонн чорнової міді, після чого побудована ним піч зруйнувалася через нерівномірне осідання вічної мерзлоти. Подальше вивчення Норильського району пов'язане з експедиціями Н. Н. Урванцева в 1919–1926 роках, що підтвердили наявність багатих родовищ кам'яного вугілля і поліметалевих руд в східних відрогах плато Путорана. У 1921 році під час експедиції Урванцева була побудована дерев'яна хата, що вважається першим будинком Норильська (будинок зберігся до сьогодення, тепер це музей «перший будинок Норильська»). У 1935 році силами в'язнів ГУЛАГу почалося будівництво Норильського комбінату. У березні 1939 року на Малому металургійному заводі отриманий перший штейн, у червні 1939 року — перший файнштейн, в 1942 році — перший нікель (анодний, катодний). До 1951 року селище Норильськ і проммайданчик Норильського комбінату розташовувалися біля північного підніжжя г. Шмідта, там, де Урванцевим був побудований перший будинок (Нульовий пікет); в наш час[коли?] це т.з. «старе» місто, житлових будинків там зараз немає. Наприкінці 1940-х років почалося проєктування, а в 1951 році — будівництво «нового» міста на східному березі оз. Долгого. Будівництво міста також починали ув'язнені ГУЛАГу (Норильлагу). У 1953 році селище Норильськ отримало статус міста, а більшість з колишніх його в'язнів — статус містян.
Віхою в подальшому розвитку Норильського району стало відкриття у 1966 році Октябрського родовища мідно-нікелевих руд, розташованого за 40 кілометрів на північний схід від Норильська. Тоді ж засновано місто гірників Талнах. Для обробки сировини нових родовищ на захід від Норильську на чималій відстані від міста був закладений і до 1981 р. побудований Надєждінський металургійний завод, а з ним — інше місто-супутник — Кайєркан, місто металургів.
Норильськ отримав свою назву від назви тієї місцевості, де він розташований: недалеко від міста протікає р. Норилка (сточище р. Пясини), саме місто розташоване біля Норильських гір. Про річку Норилку і Норильські гори згадують у своїх звітах мандрівники Харитон Лаптєв, А. Ф. Міддендорф, Ф. Б. Шмідт.
Річка Норилка отримала свою назву, ймовірно, у той час, коли Таймир був заселений російськими промисловими людьми у XVI—XVII під час існування р. Мангазеї. Швидше за все, назва річки утворилася від слова «норило» — довга тонка жердина, якою протягувалася тятива ставних мереж під льодом від лунки до лунки. За іншою версією назва річки і, відповідно, міста походить від евенкійського слова «нарус» або юкагирського «ньоріл», що означає «болото».

## Клімат
- Середньорічна температура −9,8 °C;
- Середня температура січня −25 °C;
- Середня температура липня +13,6 °C;
- Мінімальна зареєстрована температура −61 °C;
- Максимальна зареєстрована температура +32 °C;
- Середня тривалість безморозного періоду — 84 дні;
- Кількість днів з опадами — 170;
- Кількість днів із завірюхами — 130;
- Середня тривалість лежання сніжного покриву — 244 дні (від 7,5 до 9 місяців);
- Середньорічна швидкість вітру — 6 м/с;
- Середня багаторічна величина атмосферного тиску — 750 мм рт. ст.;
- Середньорічна відносна вологість повітря — 77 %;
- Тривалість опалювального сезону — 302 дні;
- Середня температура опалювального періоду −14,6 °C;
- Зміна дня і ночі:
  - з 30 листопада по 13 січня — полярна ніч (45 діб);
  - з 13 січня по 27 березня — звичайна зміна дня і ночі (73 доби);
  - з 27 березня по 26 квітня — смеркові ночі (30 діб);
  - з 27 квітня по 19 травня — білі ночі (23 доби);
  - з 19 травня по 25 липня — полярний день (68 діб);
  - з 25 липня по 15 серпня — білі ночі (23 доби);
  - з 15 серпня по 15 вересня — смеркові ночі (30 діб);
  - з 15 вересня по 30 листопада — звичайна зміна дня і ночі (73 доби).

Для оцінки погоди в умовах крайньої Півночі часто використовується не тільки показник температури повітря, але і сили вітру. Для цього обчислюється «Жорсткість погоди» — температурний еквівалент відчуттів людини при одночасній дії на неї морозу і вітру певної сили. Умовна схема оцінки жорсткості погоди така: кожен метр в секунду вітру прирівнюється до двох градусів морозу. Визначення жорсткості погоди актуальне для Норильська, оскільки тут часто морози часто поєднуються з сильним вітром (у грудні 1976 року при температурі −47 °C реєструвалися пориви вітру до 25 м/с).

## Населення
Сьогодні населення Норильська майже цілком складається з людей, що переїхали в місто в другій половині XX ст. і їх нащадків, проте в місті досі проживають «корінні» — нащадки ув'язнених, амністованих в 1953 р. Через відсутність сухопутного сполучення з «великою землею» («материком»), у тих, що проживають в Норильську, сформувався ряд яскравих культурних особливостей, характерних тільки для цього міста.
Серед цих особливостей можна виділити відношення до приготування і приймання їжі. Зокрема, це стосується свіжих фруктів, м'яса і риби — серед населення немало мисливців і риболовів, особливо майстерних в приготуванні шашлику і сагудаю. Серед містян має популярність гірський, річковий і тундровий туризм. Популярністю у зв'язку з великою кількістю гір і дуже великою тривалістю сезону користуються лижний і гірськолижний спорт, а також сноуборд. Для цього створені лижна база «Оль-Гуль» і гірськолижна база «Гора „Отдельная“».
Як і в інших містах, що з'явилися при містоутворювальних металургійних підприємствах, з великим розмахом місцеве населення відзначає День Металурга. Люди корінних північних національностей (ненці, долгани тощо) відзначають свято Хейро — повернення на небо Сонця після полярної ночі.
Ведеться програма переселення жителів з півночі. Оскільки місто розташоване на Таймирському півострові, то решта частини Росії зазвичай іменується «материком», поширений вираз «переїхати на материк». За останні декілька років чисельність населення Норильська зменшилася понад на 30 тис. осіб.

## Архітектура

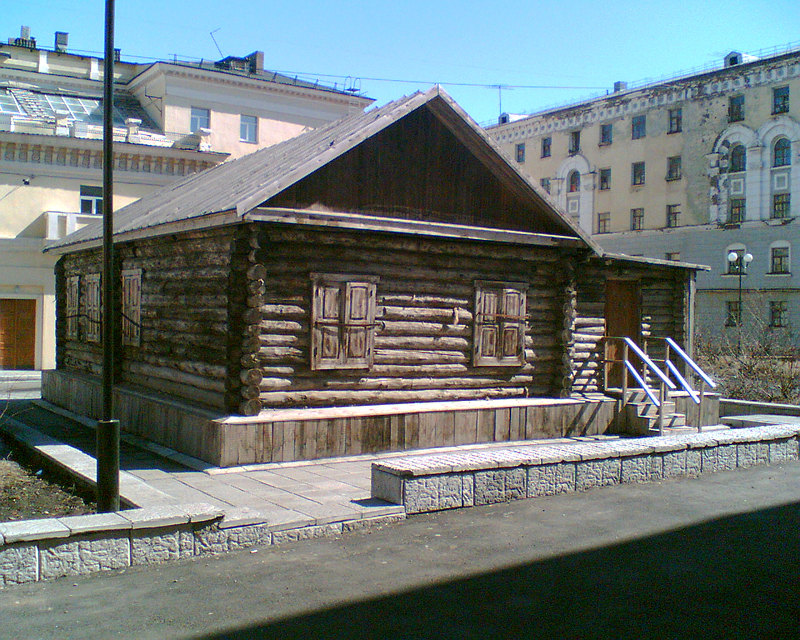
Найстаріший будинок міста

В архітектурі Норильська простежуються тенденції, зумовлені двома чинниками: по-перше, особливістю зведення будівель на вічномерзлих ґрунтах, по-друге, типовими проєктами, що існували під час забудови. У виконанні багатьох будівель простежується стилістична схожість з архітектурою Петербургу. Райони міста чітко розділені за часом забудови. Особливий район (зараз нежилий) — «Старе Місто», дозволяє прослідкувати історію розвитку інженерної думки будівельників Норильська, що прагнули, зокрема, збільшити висоту споруд і кількість поверхів (це зумовлено малою кількістю землі, придатної для забудови).

## Економіка міста
Містоутворювальне підприємство — Заполярна філія Гірничо-металургійної компанії «Норильський» нікель (у минулому Норильський гірничо-металургійний комбінат). Норильськ — великий центр кольорової металургії. Тут ведеться видобуток кольорових металів: міді, нікелю, кобальту; дорогоцінних металів: паладію, осмію (порошок), платини (злитки, порошок), золота (злитки, порошок), срібла (злитки, порошок), іридію (злитки), родію (порошок), рутенію (порошок). Попутна продукція: селен металевий, сірка технічна, телур металевий, сірчана кислота. Норильський комбінат продукує 35 % світового паладію, 25 % платини, 20 % нікелю, 20 % родію, 10 % кобальту. У Росії 96 % нікелю, 95 % кобальту, 55 % міді виробляється Норильським комбінатом.

## Екологія
У місті з 2003 року припинено будівництво нового житла, при тому що офіційно 85 % житла належить до категорії старого. За даними комісії Росприроднагляду, у Норильську у 2007 році зафіксовано перевищення гранично допустимих норм важких металів у стічних водах: заліза — у 270 разів; фосфату — у 370 разів; нікелю — у 630 разів; нітратів — у 633 рази; міді — у 2400 разів.
Рівень захворюваності серед жителів Півночі Росії перевищує середній по країні утричі-вп'ятеро, а тривалість їхнього життя на 10 років нижча від середньої в Росії.
У місті було кілька великих екологічних аварій. Найбільша з них — витік дизельного палива на ТЕЦ-3 29 травня 2020 року.
У Норильську вміст формальдегіду в атмосфері перевищує норму в 120 разів.

## Міста-побратими
- Мінусинськ, Росія

## Відомі люди
- Брешинський Володимир Олегович (1983—2014) — солдат Збройних сил України, учасник російсько-української війни.
- Бужинська Катерина Володимирівна. — (*13.08.1979, м. Норильськ) — естрадна співачка. Заслужена артистка України (2003). У 1998 р. співачка стала володарем премії «Прометей-престиж» у загальнонаціональній програмі «Людина року», «Відкриття року» — у програмі «Шлягер-97», переможцем «Золотої Фортуни» у 1999 р. У червні 2000 р. стала переможцем національного конкурсу в модельному бізнесі «Чорна перлина». Нагороджена орденом святого Станіслава (2009). Ім'я Катерини Бужинської занесено на «Алею зірок» у Чернівцях, Україна (2008).
- Тимофієв Ілля Миколайович (1973—2017) — старший солдат Збройних сил України, учасник російсько-української війни.
- Томченко Ігор Михайлович (* 1970) — український важкоатлет, майстер спорту України.